# اودت یو ۱۱ کوندور
اودت یو ۱۱ کوندور (به انگلیسی: Udet U 11 Kondor) یک هواگرد ساختِ کارخانهٔ ارنست اودت در کشور آلمان است. نخستین استفاده‌کنندهٔ این هواپیما دویچه لوفت‌هانزا بوده‌است. این هواگرد در ۱۹ ژانویه ۱۹۲۶ میلادی نخستین پرواز خود را انجام داد.